# نادي الشباب (البحرين)
نادي الشباب لكرة القدم هو أحد الاندية البحرينية، ويلعب في الدوري البحرني الممتاز لكرة القدم. ويقع نادي الشباب في مدينة جدحفص بالبحرين.

## التأسيس
اندمجت اندية كل من: (الدية) و (السنابس) و (جدحفص) و (النعيم) و (كرانة) و (السهلة) و (كرباباد)
مع نادي الشباب عام 2001

### تاريخ نادي الشباب الرياضي
بعد سلسلة من اللقاءات والاجتماعات مصحوبة بالكثير من الجهود الدءوبة والمخلصة تمخضت عن أتفاق عددُ من أندية غرب العاصمة والمنطقة الشمالية بشارع البديع التي تمتد من النعيم شرقاً حتى كرانه غرباً وتم تسمية المولود الجديد بـ«نادي الشباب» وقد شملت كل من نادي النعيم، السنابس، الدية، جدحفص، كرباباد، السهلة، كرانه.
لقد راودت فكرة الدمج إدارات أندية الدية والسنابس وجدحفص منذ مايزيد على أكثر من عقد من الزمن وكانت هناك محاولات بين الحين والآخر بشكل ثنائي أحياناً وثلاثي حيناً آخر إلا إنها لم يكتب لها النجاح نتيجة لمجموعة من العوامل الذاتية منها الموضوعية.
لقد سبقت جهود هذه الأندية الثلاثة توجه المؤسسة العامة لتبني إستراتيجية لاندماج الأندية ضمن أندية نموذجية موزعة بشكل متوازنٍ على مناطق البحرين إيماناً من هذه الأندية بصواب هذا التوجه في سبيل معالجة الكثير من أوجه القصور التي كانت تعاني منها هذه الأندية لتحقيق الاستثمار الأمثل للموارد المالية والمصادر البشرية حيث كانت جميع هذه الأندية تعاني من شحة الموارد المالية وعزوف عن المشاركة الفعالة من قبل الأعضاء مما أثر سلبياً بشكل كبير على قدرة هذه الأندية على تطوير أوضاعها وتحقيق ما تصبوا إليه من أهداف ضمن المناطق التي تنتمي إليها بشكل خاص أو على صعيد المساهمة الإيجابية في دعم القطاع الرياضي في البحرين بشكل عام.
لقد كان تركيز نادي جدحفص على كرة القدم وعلى الرغم من حصوله على بطولة الدرجة الأولى وصعوده للممتاز عدة مرات إلا إنه لم يستطع البقاء لمدة طويلة وكان ذلك على حساب أنشطة أخرى مثل كرة اليد التي ألغيت وتنس الطاولة.
وكان وضع نادي الدية أصعب حيث لم يكن هناك مقراً للنادي وتم إلغاء عدة أنشطة مثل كرة القدم على الرغم من منافسته لمدة طويلة على بطولة الدرجة الثانية وتحقيقه عدة بطولات في تنس الطاولة وتكوين فرق كرة السلة وكرة الطائرة كونه من أقدم الأندية التي شاركت في نشاطات الاتحادات الرياضية وبقي نشاط كرة اليد وأستطاع الفريق الصعود للدرجة الأولى أكثر من مرة إلا إنه أيضاً لم يستطع البقاء لمدة طويلة.
وقد تميز نادي النعيم بوجود فريق كرة اليد إلا أنه لم يستطع الفريق الأول الحصول على أي بطولة في الدرجة الأولى رغم البقاء مدة طويلة ولم تكن هناك مشاركة في أنشطة أخرى باستثناء نشاط لعبة الشطرنج.
وفي نادي كرانه كان التركيز منصباً على لعبة كرة اليد وألعاب القوى التي أستطاعت أن تحقق بعض الإنجازات إلا أنها لم تستطع الاستمرار في تحقيق الأهداف المرجوة.
وفي نادي السنابس لم تكن الأمور أفضل حالاً من الأندية الأخرى حيث بقي فريق كرة القدم في الدرجة الأولى لمدة طويلة جداً دون أن يستطيع الصعود للممتاز ولو لمرة واحدة وتراجعت نتائج فرق تنس الطاولة الذي كان يمثل أحد أقوى الفرق لفترة ليست بالقصيرة.
أنصب نشاط نادي السهلة على لعبة كرة الطائرة إلا أنها أيضاً لم ترقَ لمستوى الطموحات حيث كان الفريق في الدرجة الثانية.

### البطولات المحققة
دوري ابطال العرب 2006
كأس الاشبال لكرة القدم 2013
بطل دوري الشباب 2013
وصيف كأس الاتحاد البحريني لكرة اليد 2011
كأس الملك 2004
المركز الثاني كأس الملك 2005
المركز الثاني كأس ولي العهد
بطولة الكأس والدوري لفئة الشباب 2010
بطولة كأس الأشبال 2010

## مجلس الإدارة الحالي
ميرزا أحمد علي رئيس مجلس الإدارة
أمين يوسف الوطني نائب الرئيس للشئون الإدارية والمالية ورئيس جهاز كرة اليد
حميد محسن الربيع نائب الرئيس للشئون الرياضية
عبد الله منصور المولاني أمين السر العام
علي محمد الغسرة أمين السر المساعد
محمد عبد العزيز الدقاق الأمين المالي
حسن سعيد حسن رئيس جهاز الكرة
صادق رضي الأسود مساعد رئيس جهاز الكرة
محمد عبد الله كاظم رئيس جهاز كرة الطائرة
فاضل عباس عيسى رئيس العلاقات العامة ومساعد رئيس كرة الطائرة
أحمد علي الأسود رئيس ألعاب القوى
عبد الرضا هيات رئيس جهاز تنس الطاولة
علي منصور علي عضو مجلس الإدارة

## الألعاب الحالية الموجودة
هناك حالياً خمسة أنشطة رياضية تشمل جميع الفئات السنية وهي:
- كرة القدم: الدرجة الممتازة
- كرة الطائرة: الدرجة الأولى
- كرة اليد: الدرجة الأولى
- تنس الطاولة
- ألعاب القوى

## الطواقم الفنية والإدارية
- عبد الله عبد النبي الفردان
- يوسف الساحلي
- هشام عبد الجليل
- هيثم عبد القادر

## تشكيلة الفريق الأول بنادي الشباب
| الرقم | المركز | الأسم              | العمر |
| ----- | ------ | ------------------ | ----- |
| 1     | حارس   | خالد عبد الستار    | 23    |
| 16    | حارس   | جعفر حسن الجسر     | 24    |
| 21    | حارس   | علي عيسى           | 24    |
| 18    | دفاع   | قاسم سعيد          | 22    |
| 2     | دفاع   | محمود حسن مختار    | 20    |
| 27    | دفاع   | محمد سمير حمدو     | 27    |
| 6     | دفاع   | سيد مجتبى علوي     | 23    |
| 4     | دفاع   | حسين جميل          | 19    |
| 23    | دفاع   | سعيد ميرزا         | 22    |
| 24    | دفاع   | علي هود            | 18    |
| 22    | دفاع   | علي ريحاوي         | 27    |
| 7     | وسط    | محمد جعفر سهوان    | 27    |
| 8     | وسط    | ايمن عبدالأمير     | 21    |
| 30    | وسط    | حسين القصاب        | 20    |
| 15    | وسط    | حسن جعفر مدن       | 18    |
| 31    | وسط    | طاهر الأسود        | 20    |
| 13    | وسط    | علي جعفر مدن       | 21    |
| 12    | وسط    | صادق جعفر          | 21    |
| 17    | هجوم   | هشام جواد          | 26    |
| 9     | هجوم   | مهند الإبراهيم     | 30    |
| 11    | هجوم   | محمد جميل القصاب   | 21    |
| 19    | هجوم   | حسين علي (C)       | 35    |
| 33    | هجوم   | سيد إبراهيم علوي   | 19    |
| 10    | هجوم   | علي حسن سعيد       | 20    |
| 14    | هجوم   | عبد الله عبد الغني | 22    |

‌